# Australia en el Festival de la Canción de Eurovisión 2021
Australia participó en el LXV Festival de la Canción de Eurovisión, celebrado en Róterdam, Países Bajos del 18 al 22 de mayo del 2021, tras la victoria de Duncan Laurence con la canción «Arcade». La Special Broadcasting Service (SBS) decidió mantener a la representante de Australia de la cancelada edición de 2020, la artista Montaigne para participar en la edición de 2021, siendo presentada en el mes de marzo la canción electropop «Technicolour» con la cual competiría.
Pasando desapercibida por las casas de apuestas, Montaigne finalizó en 14.ª posición de la semifinal 1 con 28 puntos, 26 del jurado profesional y solo 2 del televoto, lo que dio a Australia su primera eliminación en semifinales.

## Historia de Australia en el Festival
Australia es el país más reciente en unirse al festival, debutando en la edición de Viena 2015. Desde entonces, el país ha participado 5 ocasiones en el concurso, siendo uno de los países más exitosos a pesar de su corta trayectoria, al clasificarse a todas las finales y posicionarse dentro de los 10 mejores del concurso en 4 ocasiones. Su mejor resultado lo obtuvo en 2016 con la cantante Dami Im y la canción «Sound of Silence» que se posicionó en 2.ª posición con 511 puntos.
La representante para la edición cancelada de 2020 era Montaigne con la canción «Don't break me». En 2019, la cantante Kate Miller-Heidke, terminó en 9.ª posición con 284 puntos en la gran final, con el tema «Zero Gravity».

## Representante para Eurovisión

### Elección Interna
Australia confirmó su participación en el Festival de la Canción de Eurovisión 2021 el 2 de abril de 2020. Australia anunció, que al igual que la mayoría de los países participantes, volvió a seleccionar como representante a la participante elegida para la edición de 2020, la cantante Montaigne. El tema electropop «Technicolour» fue presentado el 4 de marzo de 2021. El tema se cantó en directo por primera vez dos días después en el Sydney Gay and Lesbian Mardi Gras 2021. El tema fue compuesto por la propia Montaigne (acreditada con su nombre Jessica Cerro) y Dave Hammer.

## En Eurovisión
De acuerdo a las reglas del festival, todos los concursantes inician desde las semifinales, a excepción del anfitrión (en este caso, Países Bajos) y el Big Five compuesto por Alemania, España, Francia, Italia y Reino Unido. La producción del festival decidió respetar el sorteo ya realizado para la edición cancelada de 2020 por lo que se determinó que el país, tendría que participar en la primera semifinal. En este mismo sorteo, se determinó que participaría en la primera mitad de la semifinal (posiciones 1-7). Semanas después, ya conocidos los artistas y sus respectivas canciones participantes, la producción del programa dio a conocer el orden de actuación, determinando que Australia participara en la quinta posición, precedida por Suecia y seguida de Macedonia del Norte.
Los comentarios para Australia para televisión corrieron por parte de Myf Warhurst y Joel Creasey. El portavoz de la votación del jurado profesional australiano fue el actor y comediante Joel Creasey.
El 20 de abril de 2021, la SBS australiana confirmó que la delegación no viajaría a Róterdam y competiría con la actuación de respaldo solicitada por la UER a todos los concursantes para asegurar la participación de todos los concursantes. Esta decisión fue tomada con base en las restricciones de viaje impuestas en ese momento en Australia. De esta forma, Montaigne utilizó una actuación de respaldo grabada en los estudios de la SBS en Sídney. En declaración de la cantante: 
«Naturalmente, me entristece que durante dos años seguidos no haya podido participar en el espectáculo en directo de Eurovisión. (...) A pesar de esa decepción, sigue siendo un inmenso privilegio poder participar y competir en Eurovisión, en su fandom y sus procesos, dos años seguidos ¡Todavía estoy absolutamente emocionada de poder presentar Technicolour este año, en cualquier forma en la que pueda presentarse mi actuación final! Es una fiesta tan hermosa y ni siquiera una pandemia puede acabar con ella. Eurovisión vivirá para siempre».

### Semifinal 1
Australia estaba programada para participar en los ensayos 8 y 12 de mayo, así como de los ensayos generales con vestuario de la primera semifinal los días 17 y 18 de mayo. Durante los dos primeros ensayos se mostraron tomas descartadas y el proceso de grabación que tuvieron en la SBS para la filmación de la actuación de reserva. El ensayo general de la tarde del 17 fue tomado en cuenta por los jurados profesionales para emitir sus votos, que representan el 50% de los puntos. Australia se presentó en la posición 5, detrás de Macedonia del Norte y por delante de Suecia.
La actuación australiana tuvo el escenario en penumbra, evitando que se evidencie la diferencia de escenario con el resto de concursantes, con Montaigne en un traje negro metálico acompañada por 3 bailarinas con un traje azul metálico. El escenario mantuvo una serie de destellos de colores metálicos y juegos de iluminación así como un efecto technicolor en concordancia con el título de la canción.
Al final del show, Australia no fue anunciada como uno de los países clasificados para la gran final. Los resultados revelados una vez terminado el festival, posicionaron a la cantante australiana en la 14.ª posición con 28 puntos, habiéndose colocado en 14° lugar en la votación del jurado profesional con 26 puntos y en 16.ª y última posición en la votación del televoto con 2 puntos.

### Votación

#### Puntuación otorgada a Australia

##### Semifinal 1
| Jurado    | Jurado    | Jurado     | Jurado              | Jurado             |
| 12 puntos | 10 puntos | 8 puntos   | 7 puntos            | 6 puntos           |
| --------- | --------- | ---------- | ------------------- | ------------------ |
| - Ucrania |           | - Lituania |                     |                    |
| 5 puntos  | 4 puntos  | 3 puntos   | 2 puntos            | 1 punto            |
|           |           |            | - Croacia - Rumania | - Alemania - Rusia |
| Televoto  |           |            |                     |                    |
| 12 puntos | 10 puntos | 8 puntos   | 7 puntos            | 6 puntos           |
|           |           |            |                     |                    |
| 5 puntos  | 4 puntos  | 3 puntos   | 2 puntos            | 1 punto            |
|           |           |            |                     | - Rusia - Ucrania  |

#### Puntuación otorgada por Australia
| Puntos    | Jurado     | Televoto   |
| --------- | ---------- | ---------- |
| 12 puntos | Malta      | Ucrania    |
| 10 puntos | Chipre     | Malta      |
| 8 puntos  | Israel     | Lituania   |
| 7 puntos  | Rusia      | Rusia      |
| 6 puntos  | Suecia     | Chipre     |
| 5 puntos  | Azerbaiyán | Croacia    |
| 4 puntos  | Ucrania    | Israel     |
| 3 puntos  | Irlanda    | Noruega    |
| 2 puntos  | Lituania   | Irlanda    |
| 1 punto   | Noruega    | Azerbaiyán |

| Puntos    | Jurado       | Televoto  |
| --------- | ------------ | --------- |
| 12 puntos | Malta        | Islandia  |
| 10 puntos | Suiza        | Ucrania   |
| 8 puntos  | Islandia     | Malta     |
| 7 puntos  | Francia      | Italia    |
| 6 puntos  | Italia       | Lituania  |
| 5 puntos  | Ucrania      | Suiza     |
| 4 puntos  | Chipre       | Francia   |
| 3 puntos  | Países Bajos | Finlandia |
| 2 puntos  | Bulgaria     | Serbia    |
| 1 punto   | Rusia        | Noruega   |

##### Desglose
El jurado australiano estuvo compuesto por:
- Brooke Boney
- Kandiah Kamalesvaran (Kamahl)
- Ash London
- Petra Jane Millgate (Millie Millgate)
- Jack Vidgen

| Semifinal 1 | Semifinal 1         | Semifinal 1                | Semifinal 1                | Semifinal 1                | Semifinal 1                | Semifinal 1                | Semifinal 1                | Semifinal 1                | Semifinal 1                | Semifinal 1                |
| N.º         | País                | Jurado                     | Jurado                     | Jurado                     | Jurado                     | Jurado                     | Jurado                     | Jurado                     | Televoto                   | Televoto                   |
| N.º         | País                | Jurado A                   | Jurado B                   | Jurado C                   | Jurado D                   | Jurado E                   | Ranking                    | Puntos                     | Ranking                    | Puntos                     |
| ----------- | ------------------- | -------------------------- | -------------------------- | -------------------------- | -------------------------- | -------------------------- | -------------------------- | -------------------------- | -------------------------- | -------------------------- |
| 01          | Lituania            | 8                          | 7                          | 7                          | 7                          | 10                         | 9                          | 2                          | 3                          | 8                          |
| 02          | Eslovenia           | 15                         | 10                         | 14                         | 11                         | 14                         | 14                         |                            | 15                         |                            |
| 03          | Rusia               | 3                          | 6                          | 4                          | 5                          | 7                          | 4                          | 7                          | 4                          | 7                          |
| 04          | Suecia              | 5                          | 14                         | 1                          | 14                         | 5                          | 5                          | 6                          | 12                         |                            |
| 05          | Australia           | -------------------------- | -------------------------- | -------------------------- | -------------------------- | -------------------------- | -------------------------- | -------------------------- | -------------------------- | -------------------------- |
| 06          | Macedonia del Norte | 12                         | 15                         | 13                         | 12                         | 12                         | 15                         |                            | 13                         |                            |
| 07          | Irlanda             | 4                          | 12                         | 12                         | 4                          | 8                          | 8                          | 3                          | 9                          | 2                          |
| 08          | Chipre              | 2                          | 2                          | 3                          | 2                          | 2                          | 2                          | 10                         | 5                          | 6                          |
| 09          | Noruega             | 7                          | 8                          | 8                          | 8                          | 9                          | 10                         | 1                          | 8                          | 3                          |
| 10          | Croacia             | 14                         | 13                         | 15                         | 6                          | 15                         | 13                         |                            | 6                          | 5                          |
| 11          | Bélgica             | 10                         | 9                          | 11                         | 13                         | 13                         | 12                         |                            | 11                         |                            |
| 12          | Israel              | 13                         | 5                          | 5                          | 1                          | 6                          | 3                          | 8                          | 7                          | 4                          |
| 13          | Rumania             | 6                          | 11                         | 6                          | 10                         | 11                         | 11                         |                            | 14                         |                            |
| 14          | Azerbaiyán          | 11                         | 3                          | 10                         | 9                          | 4                          | 6                          | 5                          | 10                         | 1                          |
| 15          | Ucrania             | 9                          | 4                          | 9                          | 15                         | 3                          | 7                          | 4                          | 1                          | 12                         |
| 16          | Malta               | 1                          | 1                          | 2                          | 3                          | 1                          | 1                          | 12                         | 2                          | 10                         |

| Final | Final        | Final    | Final    | Final    | Final    | Final    | Final   | Final  | Final    | Final    |
| N.º   | País         | Jurado   | Jurado   | Jurado   | Jurado   | Jurado   | Jurado  | Jurado | Televoto | Televoto |
| N.º   | País         | Jurado A | Jurado B | Jurado C | Jurado D | Jurado E | Ranking | Puntos | Ranking  | Puntos   |
| ----- | ------------ | -------- | -------- | -------- | -------- | -------- | ------- | ------ | -------- | -------- |
| 01    | Chipre       | 5        | 5        | 7        | 9        | 13       | 7       | 4      | 14       |          |
| 02    | Albania      | 25       | 23       | 22       | 24       | 24       | 26      |        | 24       |          |
| 03    | Israel       | 12       | 14       | 14       | 25       | 9        | 14      |        | 15       |          |
| 04    | Bélgica      | 23       | 22       | 21       | 26       | 25       | 25      |        | 23       |          |
| 05    | Rusia        | 9        | 10       | 13       | 14       | 16       | 10      | 1      | 12       |          |
| 06    | Malta        | 1        | 2        | 3        | 4        | 1        | 1       | 12     | 3        | 8        |
| 07    | Portugal     | 10       | 15       | 15       | 23       | 10       | 15      |        | 18       |          |
| 08    | Serbia       | 24       | 6        | 20       | 12       | 23       | 12      |        | 9        | 2        |
| 09    | Reino Unido  | 8        | 21       | 24       | 22       | 18       | 20      |        | 21       |          |
| 10    | Grecia       | 13       | 9        | 17       | 18       | 11       | 13      |        | 11       |          |
| 11    | Suiza        | 4        | 1        | 8        | 2        | 2        | 2       | 10     | 6        | 5        |
| 12    | Islandia     | 2        | 7        | 1        | 6        | 3        | 3       | 8      | 1        | 12       |
| 13    | España       | 21       | 8        | 16       | 21       | 19       | 19      |        | 26       |          |
| 14    | Moldavia     | 22       | 20       | 25       | 15       | 22       | 24      |        | 25       |          |
| 15    | Alemania     | 26       | 26       | 26       | 10       | 26       | 22      |        | 19       |          |
| 16    | Finlandia    | 16       | 25       | 23       | 8        | 15       | 18      |        | 8        | 3        |
| 17    | Bulgaria     | 6        | 11       | 9        | 7        | 17       | 9       | 2      | 16       |          |
| 18    | Lituania     | 17       | 12       | 10       | 20       | 8        | 11      |        | 5        | 6        |
| 19    | Ucrania      | 11       | 4        | 5        | 5        | 6        | 6       | 5      | 2        | 10       |
| 20    | Francia      | 15       | 3        | 2        | 1        | 5        | 4       | 7      | 7        | 4        |
| 21    | Azerbaiyán   | 20       | 13       | 19       | 17       | 21       | 21      |        | 17       |          |
| 22    | Noruega      | 18       | 17       | 18       | 16       | 20       | 23      |        | 10       | 1        |
| 23    | Países Bajos | 3        | 16       | 6        | 13       | 7        | 8       | 3      | 22       |          |
| 24    | Italia       | 7        | 24       | 4        | 3        | 4        | 5       | 6      | 4        | 7        |
| 25    | Suecia       | 14       | 18       | 11       | 19       | 12       | 16      |        | 20       |          |
| 26    | San Marino   | 19       | 19       | 12       | 11       | 14       | 17      |        | 13       |          |